# Jean-Pierre Stock
Jean-Pierre Stock (5. april 1900 i Paris – 2. oktober 1950) var en fransk roer som deltog i OL 1924 i Paris.
Stock vandt en sølvmedalje i roning under OL 1924 i Paris. Sammen med Marc Detton  kom den franske dobbelt sculler på en andenplads efter USA.